# 府学胡同

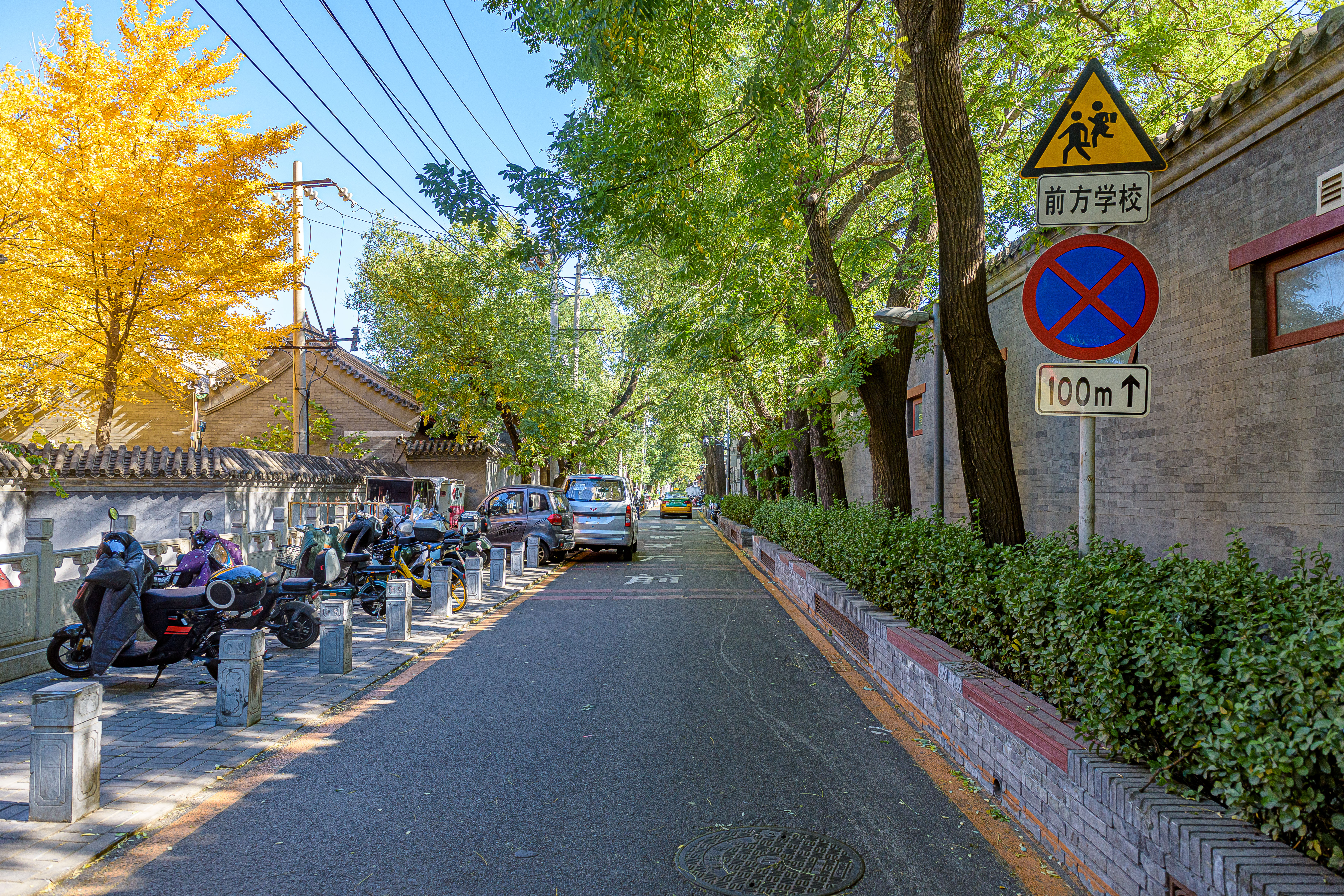
府学胡同西段

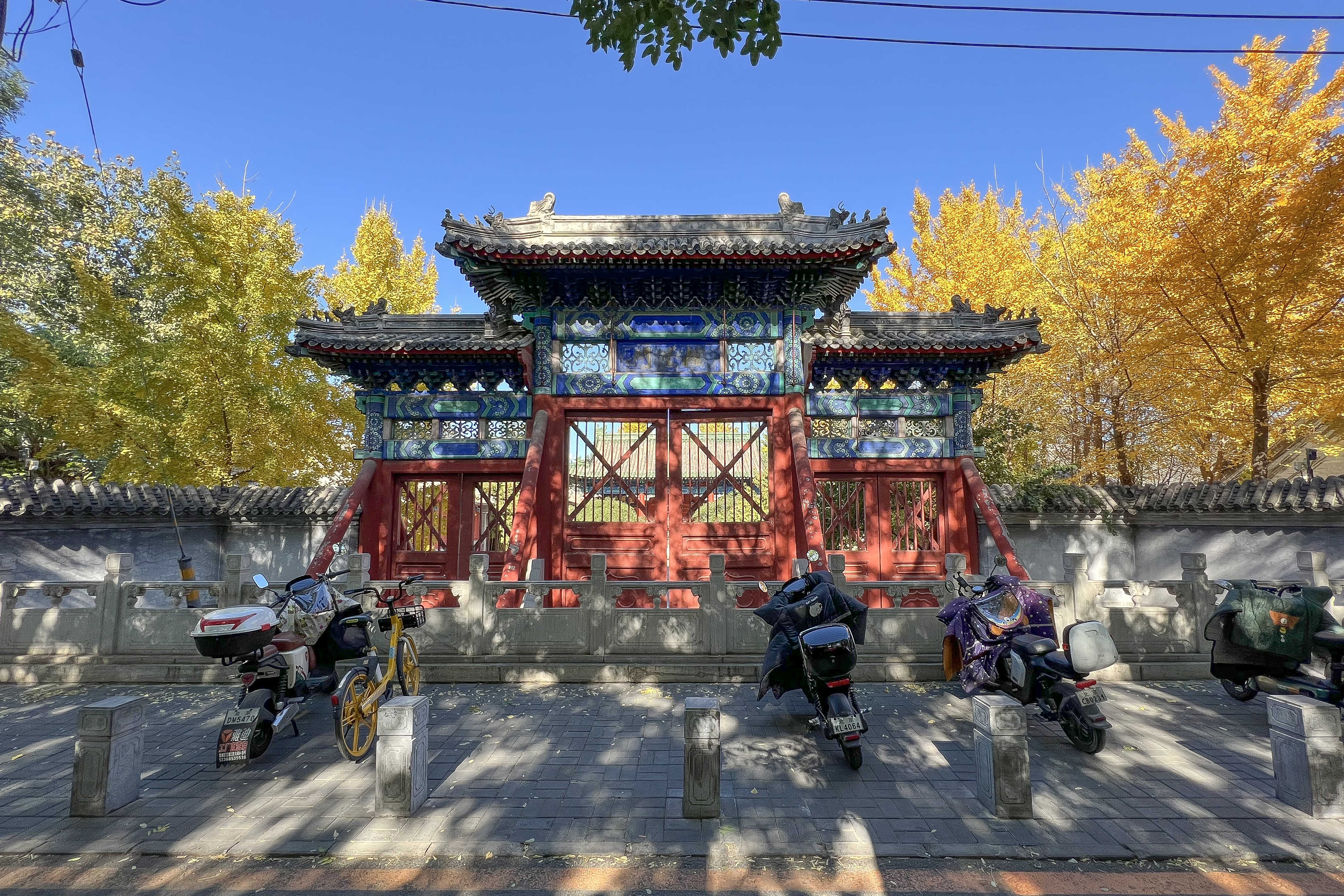
府学胡同内顺天府学的棂星门

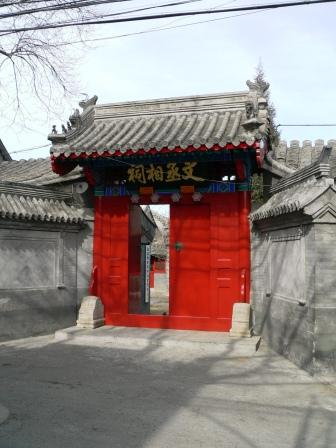
府学胡同内文丞相祠的大门

39°56′03″N 116°24′25″E / 39.934292°N 116.406819°E
府学胡同是位于北京市东城区西北部的一条胡同。

## 简介
府学胡同东起东四北大街，西到交道口南大街，全长681米，宽7米。因胡同内的顺天府学而得名。
明朝，该胡同属教忠坊，称“府学胡同”。清朝，此处属镶黄旗，胡同名称仍沿用“府学胡同”。1965年北京市整顿地名时，将怀仁里、箭杆胡同并入。

## 名胜
在府学胡同分布着不少文物建筑。除了顺天府学之外，还有文丞相祠和府学胡同36号四合院。
- 顺天府学：顺天府学的前身是元朝的报恩寺。据载，元末有一位和尚在此处建佛寺，寺院刚刚建成，尚未安置佛像，明军便攻入元大都，听说明军保护孔子之所在，和尚便急忙将一尊木制孔子像置于寺内。明军遂不再进入该寺。但孔子像已经迁入，所以此处只好继续供奉孔子。明朝洪武初年，定都南京，元大都改为北平府，元朝的国子监改为北平府学，报恩寺作为大兴县学。明朝永乐元年（1403年），北平府升为顺天府，北平府学又改为国子监，同时撤销了大兴县学、宛平县学，将大兴县学所在之处改为顺天府学。《光绪顺天府志》记载，顺天府学的西部为学宫和孔庙，东部为文丞相祠，再往东为文昌祠。顺天府学门前的东、西两侧建有育贤坊。如今，顺天府学尚存孔圣殿、明伦堂遗址、魁星阁遗迹等等，1984年定为北京市文物保护单位。顺天府学的旧址，现为北京市东城区府学胡同小学、府学胡同幼儿园占用。[1][2]
- 文丞相祠：位于府学胡同西口北侧，建于明朝洪武九年（1376年），明朝万历年间重建，祠内存有多方刻石，院内有一株古枣树，相传为文天祥亲手种植，文丞相祠1979年被定为北京市文物保护单位，2013年列为全国重点文物保护单位。
- 府学胡同36号四合院：原为清末兵部尚书志和的府第，1984年被定为北京市文物保护单位。[2]

如今，府学胡同内大多为居民住宅。胡同内曾设有东城区人民法院，现在该法院已搬迁。